# Manuel Ortiz Pérez
Manuel Ortiz Pérez (Madrid, España, 2 de mayo de 1931 - Madrid, 7 de febrero de 2018) es conocido en el ámbito de la poesía española como Manuel Ortiz.
Se licenció en la Complutense en la carrera de Filosofía y Letras y ejerció como profesor en diversos centros de Madrid hasta su jubilación.
Su primera obra publicada fue Habitar lo inhabitable, en 1980, dentro de la colección Calle del aire, de Sevilla, (fue el 5º cuadernillo), que luego pasaría a ser Renacimiento. Fue su amigo Juan Gil-Albert quien le animaría a publicar esta primera obra, colaborando en la misma con un prólogo. También gracias a Juan Gil-Albert la obra fue magníficamente ilustrada por el pintor Ramón Gaya.
Tras un parón de casi 40 años, en 2008 publica Fue mejor que la nada, en la editorial madrileña Edición personal, sin mayor interés que el ver impresos los últimos poemas que había realizado. A esta obra la seguirían Caleidoscopio (2010), publicada en la extinta InnovaLibros, de Madrid, y Juegos y Canciones (2011), con ilustraciones de Luis Ledo, también en la editorial InnovaLibros. Con esta editorial publicó en el año 2013 una antología de su obra poética.
En verano de 2015 publicó toda su obra y varios poemas inéditos en la editorial Páramo, de Valladolid con el título de Escrito en el agua.